# Liberatura
Liberatura byl rozhlasový pořad, který byl mezi léty 2009 a 2021 vysílán na Radiu Wave. Náplní pořadu byly diskuse s autory a literárními kritiky, nakladateli, překladateli a publicisty o české i světové literatuře. Pořad si kladl za cíl věnovat se literatuře v co nejširším pohledu, a proto se snažil své posluchače informovat i o literárních soutěžích, čteních a jiných literárních akcích.
Původními moderátory Liberatury byli Karolína Demelová a David Zábranský. Tato dvojce pořadem provázela až do března roku 2010. Poté pořad moderovala pouze Karolína Demelová. Od listopadu roku 2011 až do ledna roku 2021 tvořila Karolína Demelová moderátorskou dvojici s Jonášem Zbořilem, který od následně vedl pořad samostatně až do konce jeho vysílání. Na pořad v roce 2024 částečně navázal podcast Radia Wave Lit.